# Danh sách cơ sở tôn giáo ở Paris
Đây là danh sách của cơ sở tôn giáo nằm trong Paris và một số ngôi chùa Việt ở ngoại ô thành phố.

## Kitô giáo

### Công giáo Rôma
Quận 1
- Nhà thờ Saint-Eustache
- Nhà thờ Notre-Dame-de-l'Assomption
- Nhà thờ Saint-Leu-Saint-Gilles
- Nhà thờ Saint-Germain-l'Auxerrois
- Nhà thờ Saint-Roch

Quận 2
- Nhà thờ Notre-Dame-de-Bonne Nouvelle
- Basilique Notre-Dame-des-Victoires

Quận 3
- Nhà thờ Saint-Denys-du-Saint-Sacrement
- Nhà thờ Sainte-Élisabeth
- Nhà thờ Saint-Nicolas des Champs

Quận 4
- Nhà thờ Đức Bà
- Nhà thờ Notre-Dame-des-Blancs-Manteaux
- Nhà thờ Saint-Gervais-Saint-Protais
- Nhà thờ Saint-Louis-en-l'Île
- Nhà thờ Saint-Merri
- Nhà thờ Saint-Paul-Saint-Louis

Quận 5
- Nhà thờ Notre-Dame du Liban
- Nhà thờ Saint-Étienne-du-Mont
- Nhà thờ Saint-Jacques-du-Haut-Pas
- Nhà thờ Saint-Médard
- Nhà thờ Saint-Nicolas-du-Chardonnet
- Nhà thờ Saint-Séverin
- Nhà thờ Saint-Julien-le-Pauvre

Quận 6
- Nhà thờ Saint-Joseph-des-Carmes
- Nhà thờ Notre-Dame-des-Champs
- Nhà thờ Saint-Germain-des-Prés
- Nhà thờ Saint-Sulpice

Quận 7
- Nhà thờ Sainte-Clotilde
- Nhà thờ Saint-François-Xavier
- Nhà thờ Saint-Pierre-du-Gros-Caillou
- Nhà thờ Saint-Thomas d'Aquin

Quận 8
- Nhà thờ Madeleine
- Nhà thờ Notre-Dame de Consolation
- Nhà thờ Saint-André-de-l'Europe
- Nhà thờ Saint-Augustin
- Nhà thờ Saint-Philippe-du-Roule

Quận 9
- Nhà thờ Saint-Eugène-Sainte Cécile
- Nhà thờ Saint-Louis-d'Antin
- Nhà thờ de Notre-Dame-de-Lorette
- Nhà thờ de la Sainte-Trinité

Quận 10
- Nhà thờ Saint-Joseph-Artisan
- Nhà thờ Saint-Laurent
- Nhà thờ Saint-Martin-des-Champs
- Nhà thờ Saint-Vincent-de-Paul

Quận 11
- Nhà thờ Bon-Pasteur
- Nhà thờ Notre-Dame-d'Espérance
- Nhà thờ Notre-Dame-du-Perpétuel-Secours
- Nhà thờ Saint-Ambroise
- Nhà thờ Saint-Joseph-des-Nations
- Nhà thờ Sainte-Marguerite

Quận 12
- Nhà thờ Immaculée-Conception
- Nhà thờ Notre-Dame-de-Bercy
- Nhà thờ Saint-Antoine-des-Quinze-Vingts
- Nhà thờ Saint-Éloi
- Nhà thờ Saint-Esprit

Quận 13
- Nhà thờ Notre-Dame-de-Chine
- Nhà thờ Notre-Dame-de-la-Gare
- Nhà thờ Saint-Albert-le-Grand
- Nhà thờ Saint-Hippolyte
- Nhà thờ Saint-Jean-des-Deux-Moulins
- Nhà thờ Saint-Marcel
- Nhà thờ Sainte-Anne de la Butte-aux-Cailles
- Nhà thờ Sainte-Rosalie

Quận 14
- Nhà thờ Notre-Dame-du-Rosaire
- Nhà thờ Notre-Dame-du-Travail
- Nhà thờ Saint-Dominique
- Nhà thờ Saint-Pierre-de-Montrouge

Quận 15
- Nhà thờ Notre-Dame-de-l'Arche-d'Alliance
- Nhà thờ Notre-Dame-de-Nazareth
- Nhà thờ Notre-Dame-de-la-Salette
- Nhà thờ Saint-Antoine-de-Padoue
- Nhà thờ Saint-Christophe-de-Javel
- Nhà thờ Saint-Jean-Baptiste-de-Grenelle
- Nhà thờ Saint-Jean-Baptiste-de-la-Salle
- Nhà thờ Saint-Lambert-de-Vaugirard
- Nhà thờ Saint-Léon

Quận 16
- Nhà thờ Notre-Dame-de-l'Assomption-de-Passy
- Nhà thờ Notre-Dame-d'Auteuil
- Nhà thờ Notre-Dame-de-Grâce-de-Passy
- Nhà thờ Saint-François-de-Molitor
- Nhà thờ Saint-Honoré-d'Eylau
- Nhà thờ Saint-Pierre-de-Chaillot
- Nhà thờ Sainte-Jeanne-de-Chantal

Quận 17
- Nhà thờ Notre-Dame-de-la-Compassion
- Nhà thờ Saint-Charles-de-Monceau
- Nhà thờ Saint-Ferdinand-des-Ternes-Sainte-Thérèse-de-l'Enfant-Jésus
- Nhà thờ Saint-François-de-Sales
- Nhà thờ Saint-Joseph-des-Epinettes
- Nhà thờ Saint-Michel
- Nhà thờ Sainte-Marie-des-Batignolles
- Nhà thờ Sainte-Odile

Quận 18
- Nhà thờ Sacré-Cœur
- Nhà thờ Notre-Dame-du-Bon-Conseil
- Nhà thờ Notre-Dame de Clignancourt
- Nhà thờ Saint-Bernard-de-la-Chapelle
- Nhà thờ Saint-Denys-de-la-Chapelle
- Nhà thờ Saint-Jean-de-Montmartre
- Nhà thờ Saint-Pierre-de-Montmartre
- Nhà thờ Sainte-Geneviève-des-Grandes-Carrières
- Nhà thờ Sainte-Hélène (Paris)|Nhà thờ Sainte-Hélène

Quận 19
- Nhà thờ Marie Médiatrice de Toutes les Grâces
- Nhà thờ Notre-Dame-des-Buttes-Chaumont
- Nhà thờ Notre-Dame-des-Foyers
- Nhà thờ Saint-François-d'Assise
- Nhà thờ Saint-Georges
- Nhà thờ Saint-Jacques
- Nhà thờ Saint-Jean-Baptiste-de-Belleville
- Nhà thờ Saint-Luc
- Nhà thờ Sainte-Claire
- Nhà thờ Sainte-Colette-des-Buttes-Chaumont

Quận 20
- Nhà thờ Cœur Eucharistique
- Nhà thờ Notre-Dame de la Croix
- Nhà thờ Notre-Dame-de-Lourdes
- Nhà thờ Notre-Dame-des-Otages
- Nhà thờ Saint-Cyril Saint-Méthode
- Nhà thờ Saint-Gabriel
- Nhà thờ Saint-Germain-de-Charonne
- Nhà thờ Saint-Jean-Bosco

### Tin Lành
- Nhà thờ Auteuil
- Nhà thờ Annonciation
- Nhà thờ Batignolles
- Nhà thờ Belleville
- Nhà thờ Béthanie
- Nhà thờ Étoile
- Nhà thờ Foyer de l'Âme
- Nhà thờ La Rencontre
- Nhà thờ Maison Fraternelle
- Giáo đường Marais
- Oratoire du Louvre
- Tu viện Penthemont
- Plaisance Montparnasse
- Nhà thờ Port-Royal
- Nhà thờ Saint-Esprit
- Nhà thờ Scotland Paris
- Nhà thờ Tin Lành Đức

### Chính Thống giáo Đông phương
Quận 5
- Nhà thờ xứ Notre Dame Joie des Affligés et Sainte Geneviève
- Nhà thờ Saints Archanges

Quận 6
- Nhà thờ xứ Sainte-Parascève et Sainte-Genevieve

Quận 8
- Nhà thờ Saint-Alexandre-Nevski

Quận 9
- Nhà thờ Saints Constantin-et-Hélène

Quận 11
- Nhà thờ Sainte Marguerite

Quận 13
- Nhà thờ Saint-Irénée

Quận 15
- Nhà thờ Présentation-de-la-Vierge-au-Temple
- Nhà thờ Saint-Séraphin-de-Sarov
- Nhà thờ Trois-Saints-Hiérarques
- Nhà thờ Apparition-de-la-Vierge

Quận 16
- Nhà thờ Hy Lạp Saint-Étienne
- Nhà thờ Tous-les-Saints-de-la-Terre-Russe
- Nhà thờ xứ Apparition de la Vierge

Quận 18
- Nhà thờ Saint-Sava

Quận 19
- Nhà thờ Saint-Serge

### Giáo phái Armenia
Quận 8
- Nhà thờ Armenia Saint-Jean-Baptiste de Paris

## Hồi giáo
Quận 5
- Nhà thờ Hồi giáo Paris

Quận 10
- Nhà thờ Hồi giáo 'Ali Ibn Al Khattab
- Trung tâm văn hóa Hồi giáo
- Nhà thờ Hồi giáo Ali ben abi Taleb
- Nhà thờ Hồi giáo El Fatih

Quận 11
- Nhà thờ Hồi giáo Abou Bakr As Saddiq
- Nhà thờ Hồi giáo Abou Ayoub Al Ansari
- Nhà thờ Hồi giáo Omar Ibn Khattab
- Nhà thờ Hồi giáo Attaqwa
- Nhà thờ Hồi giáo Alhouda

Quận 12
- Nhà thờ Hồi giáo Attawbah

Quận 13
- Nhà thờ Hồi giáo Othman

Quận 14
- Nhà thờ Hồi giáo Maison de Tunisie
- Nhà thờ Hồi giáo Maison du Maroc

Quận 15
- Nhà thờ Hội Hồi giáo Thế giới

Quận 18
- Nhà thờ Hồi giáo AbdelMajid
- Nhà thờ Hồi giáo Khalid Ibn El Walid
- Nhà thờ Hồi giáo Al Fath

Quận 19
- Nhà thờ Hồi giáo A Daawa

Quận 20
- Nhà thờ Hồi giáo Comoros

## Do Thái giáo
- Nhà thờ Do Thái giáo Paris
- Nhà thờ Do Thái giáo Notre-Dame-de-Nazareth
- Nhà thờ Do Thái giáo phố Tournelles
- Nhà thờ Do Thái giáo quảng trường Vosges
- Nhà thờ Do Thái giáo phố Pavée
- Nhà thờ Do Thái giáo Ambroise-Thomas
- Nhà thờ Do Thái giáo Saint-Lazare
- Nhà thờ Do Thái giáo Buffault
- Nhà thờ Do Thái giáo Roquette
- Nhà thờ Do Thái giáo Chasseloup-Laubat
- Nhà thờ Do Thái giáo Copernic
- Nhà thờ Do Thái giáo Saint-Isaure
- Nhà thờ Do Thái giáo Saules
- Nhà thờ Do Thái giáo Kiddush Levi
- Nhà thờ Do Thái giáo Secrétan
- Nhà thờ Do Thái giáo Julien-Lacroix
- Nhà thờ Do Thái giáo Belleville

## Phật giáo
- Chùa Vincennes, trong rừng Vincennes

### Chùa Việt vùng Île-de-France
- LINH SƠN TỰ VIỆN
9 Avenue Jean Jaurès, 94340 Joinville-le-Pont
01 48 83 75 47

 Lưu trữ ngày 11 tháng 12 năm 2017 tại Wayback Machine
- Trúc Lâm Thiền Viện
9 rue de Neuchatel
91140 Villebon-sur-Yvette, Essonne
- Chùa Khánh Anh Lưu trữ ngày 20 tháng 12 năm 2014 tại Wayback Machine
14 Ave Henri Babusse
92220 Bagneux, Hauts-de-Seine
- Chùa Tịnh Tâm
2 Rue des Bois BP 24
92310 Sèvres, Hauts-de-Seine
- Chùa Kỳ Viên
52 Rue Pierre Sémard
93150 Le Blanc-Mesnil, Seine-Saint-Denis
- Chùa Hoa Nghiêm
20 Rue J.J. Rousseau
94290 Villeneuve-le-Roi, Val-de-Marne
- Tịnh Độ Đạo Tràng
6 Rue des Martinets
94270 Le Kremlin-Bicêtre, Val-de-Marne
- Chùa Kim Quang
8 B Rue Fontaine
93000 Bobigny, Seine-Saint-Denis
- Thiển Đường Thường Lạc
63 Avenue Rouget de Lisle
94400 Vitry-sur-Seine, Val-de-Marne
- fr:Pagode Khánh-Anh
91000 Évry, Essonne, Essonne